# Joseph Benedikt von Thurn-Valsassina
Graf Joseph Benedikt von Thurn-Valsassina (* 5. Dezember 1744; † 5. Januar 1825 in Regensburg) war ein deutscher katholischer Geistlicher.

## Leben

### Familie
Joseph Benedikt von Thurn-Valsassina war der Sohn von Joseph Leodegar von Thurn und Valsassina (* 27. September 1697 auf Schloss Wartegg; † 12. März 1759 anderes Datum 12. Juni 1759) und dessen Ehefrau Maria Franziska (* 22. Juni 1708 in Liel; † 1786), Tochter von Konrad Friedrich von Baden († 1743); von seinen Geschwistern ist namentlich bekannt:
- Friedrich Michael Leodegar von Thurn und Valsassina (* 29. Juli 1748 in Wartegg; † 16. Mai 1799 in Kipfenberg bei Eichstätt), verheiratet mit Johanna Baptista Walburga (geb. Ungelter) (* 13. Dezember 1766).[2]

Sein Neffe war der spätere Theologe Ignaz Heinrich von Wessenberg, der auch für ein Jahr bei ihm in Regensburg wohnte, als dieser von Karl Theodor von Dalberg an den Regensburger Reichstag entsandt wurde.

### Werdegang
Joseph Benedikt von Thurn-Valsassina wurde am 18. September 1762 zum Domkapitular in Regensburg ernannt und erhielt hierbei die Präbenden Freising und Augsburg.
Der spätere Kurfürst von Trier, Fürstbischof Clemens Wenzeslaus von Sachsen, wurde auf ihn aufmerksam und beauftragte ihn, nach Rom zu reisen. Dort erreichte er, dass der Fürstbischof mehrere Bistümer zugesprochen bekam. Nachdem er diesen Auftrag beim Papst Clemens XIV. und beim Kardinal Alessandro Albani erfolgreich erfüllt hatte, kehrte er nach Regensburg zurück.
Am 15. August 1779 wurde er zum Domdechanten gewählt und war später fürstbischöflicher Regierungspräsident und Statthalter, fürstbischöflich Regensburgisch- und Freisingischer Komitialgesandter, sowie im Vorstand mehrerer geistlicher Stiftungen; im Jahr 1802 erfolgte seine Wahl zum Dompropst; in dieser Zeit wurde er auch zum Wirklichen kurmainzischen Geheimrat ernannt.
Er trat auch als diplomatischer Vertreter gegenüber den Preußen auf und führte verschiedene Reisen nach Italien, Wien, Dresden, Berlin, Paris und in die Niederlande durch.
Der preußische König Friedrich Wilhelm III. gewährte ihm im April 1789 das Preußisch-Schlesische Indigenat und im Februar 1795 ernannte ihn der preußische König zum Dompropst in Breslau, nachdem ihm zwei Jahre vorher Papst Pius VI. das Jus Insulae gewährt hatte.
Während der Zeit des Fürstprimas blieb Joseph Benedikt von Thurn-Valsassina Präsident des Staats des Fürstprimas. Später zog er sich von allen öffentlichen Geschäften zurück, überließ aber weiterhin Vermögen und Einkommen den öffentlichen Wohltätigkeitsanstalten, so unterstützte er unter anderem sechzehn Studenten finanziell. 1809, als ein Sechstel der Stadt während des Fünften Koalitionskriegs zerstört worden war und über 3.000 wohlhabende Bürger verarmten (siehe auch Schlacht bei Regensburg), gelang es ihm, mit Zustimmung und Hilfe von Napoleon Bonaparte, eine Million Franken der Stadt zuzuwenden.  
Nachdem das Fürstentum Regensburg an Bayern abgetreten worden war, blieb Joseph Benedikt von Thurn-Valsassina Dompropst.
Er stand auch in brieflichem Kontakt mit Johann Caspar Lavater.
Das bayrische Reichsheroldamt bestätigte das Grafendiplom des Kaiser Joseph II. vom 26. April 1781 für Joseph Benedikt Wilhelm von Thurn und Valsassina auf Wartegg-Biselbach. Durch den Besitz Biselbach in Bayern wurde der Grafentitel gemäß der Verordnung vom 16. November 1808 auch für dessen Vetter und dessen Nachkommen in die bayrische Adelsmatrikel aufgenommen.

## Mitgliedschaften
- Joseph Benedikt von Thurn-Valsassina war Mitglied in der Regensburgischen Botanischen Gesellschaft.[7]